# Avrieux
Avrieux és un municipi francès situat al departament de la Savoia i a la regió d'Alvèrnia-Roine-Alps. L'any 2007 tenia 373 habitants.

## Demografia

### Població
El 2007 la població de fet d'Avrieux era de 373 persones. Hi havia 145 famílies de les quals 33 eren unipersonals (22 homes vivint sols i 11 dones vivint soles), 52 parelles sense fills i 60 parelles amb fills.
La població ha evolucionat segons el següent gràfic:
Habitants censats

### Habitatges
El 2007 hi havia 234 habitatges, 153 eren l'habitatge principal de la família, 63 eren segones residències i 18 estaven desocupats. 160 eren cases i 73 eren apartaments. Dels 153 habitatges principals, 104 estaven ocupats pels seus propietaris, 42 estaven llogats i ocupats pels llogaters i 7 estaven cedits a títol gratuït; 8 tenien dues cambres, 26 en tenien tres, 37 en tenien quatre i 81 en tenien cinc o més. 115 habitatges disposaven pel capbaix d'una plaça de pàrquing. A 58 habitatges hi havia un automòbil i a 88 n'hi havia dos o més.

### Piràmide de població
La piràmide de població per edats i sexe el 2009 era:
| Homes | Edats   | Dones |
| ----- | ------- | ----- |
| 0     | 95 o +  | 0     |
| 0     | 90 a 94 | 0     |
| 4     | 85 a 89 | 4     |
| 0     | 80 a 84 | 0     |
| 4     | 75 a 79 | 12    |
| 8     | 70 a 74 | 12    |
| 4     | 65 a 69 | 0     |
| 8     | 60 a 64 | 4     |
| 8     | 55 a 59 | 16    |
| 16    | 50 a 54 | 12    |
| 8     | 45 a 49 | 8     |
| 16    | 40 a 44 | 12    |
| 12    | 35 a 39 | 16    |
| 4     | 30 a 34 | 16    |
| 16    | 25 a 29 | 16    |
| 8     | 20 a 24 | 4     |
| 12    | 15 a 19 | 0     |
| 4     | 10 a 14 | 12    |
| 16    | 5 a 9   | 8     |
| 8     | 0 a 4   | 8     |

## Economia
El 2007 la població en edat de treballar era de 254 persones, 188 eren actives i 66 eren inactives. De les 188 persones actives 182 estaven ocupades (97 homes i 85 dones) i 6 estaven aturades (2 homes i 4 dones). De les 66 persones inactives 28 estaven jubilades, 21 estaven estudiant i 17 estaven classificades com a «altres inactius».

### Ingressos
El 2009 a Avrieux hi havia 156 unitats fiscals que integraven 403 persones, la mediana anual d'ingressos fiscals per persona era de 18.465 €.

### Activitats econòmiques
Dels 16 establiments que hi havia el 2007, 5 eren d'empreses extractives, 1 d'una empresa alimentària, 1 d'una empresa de fabricació d'altres productes industrials, 3 d'empreses d'hostatgeria i restauració, 1 d'una empresa immobiliària, 1 d'una empresa de serveis, 3 d'entitats de l'administració pública i 1 d'una empresa classificada com a «altres activitats de serveis».
L'únic servei als particulars que hi havia el 2009 era un saló de bellesa.
L'únic establiment comercial que hi havia el 2009 era una fleca.

## Equipaments sanitaris i escolars
El 2009 hi havia una escola elemental integrada dins d'un grup escolar amb les comunes properes formant una escola dispersa.

## Poblacions més properes
El següent diagrama mostra les poblacions més properes.